# 南海30000系電車
南海30000系電車（なんかい30000けいでんしゃ）は、南海電気鉄道が1983年（昭和58年）に製造した特急形電車である。

## 概要

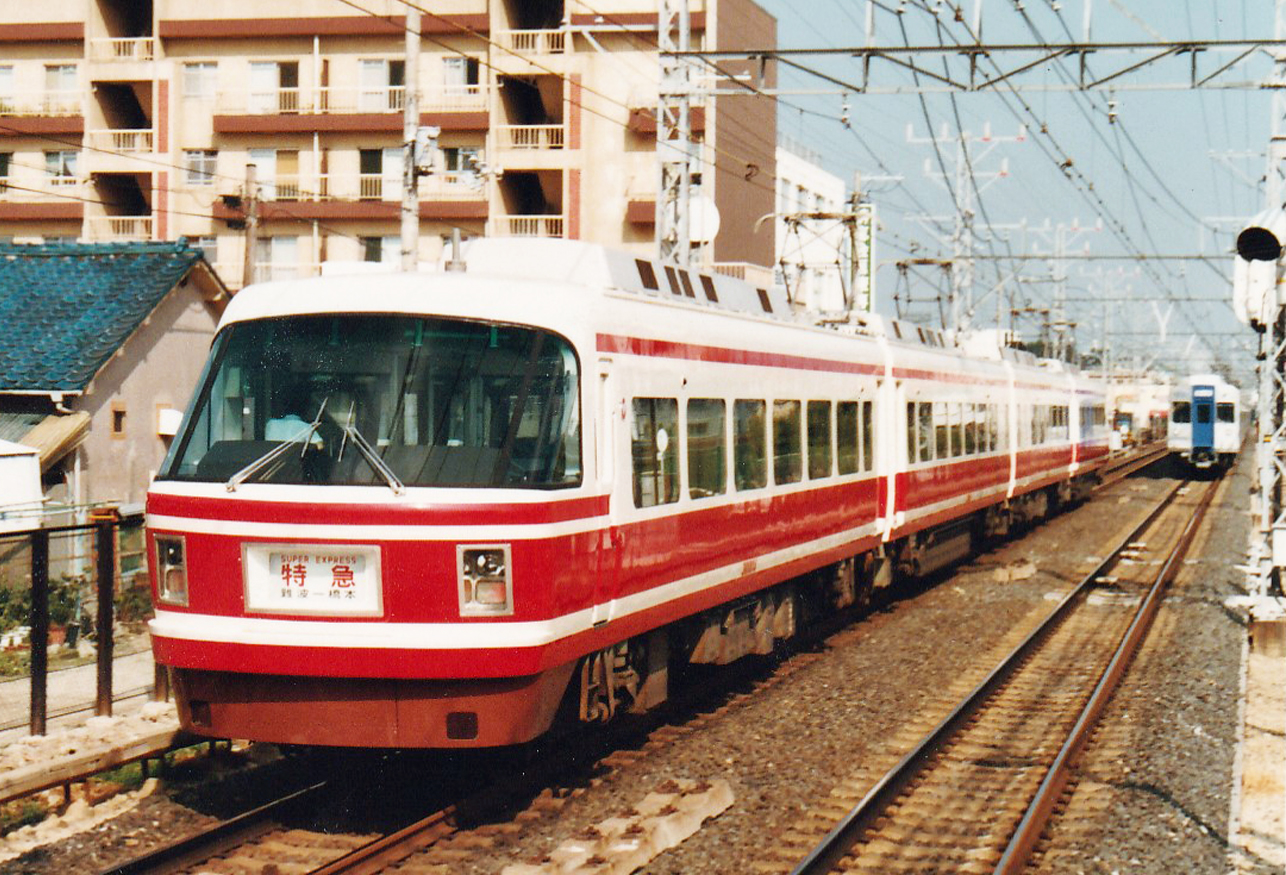
登場時の姿
（「H特急（現：りんかん）」運用時）

高野線の山岳線区直通特急「こうや号（現：こうや）」に使用されていた20000系が製造後20年以上が経過し老朽化していたため、同系の代替と輸送力増強を目的に4両編成×2本が製造された。
折しも1984年（昭和59年）4月1日から5月20日まで、高野山で弘法大師御入定1150年御遠忌大法会が執り行われる予定となっており、期間中は参詣客が増加することが見込まれたため、これに合わせての導入となった。全車が東急車輛製造（現：総合車両製作所）で製造された。
20000系は1編成しか在籍がなく、検査時には「こうや号」を一般車の21000系で代走、冬期には運休としていたが、本系列が2編成製造されたことにより「こうや号」の通年運行が可能となった。また、従来は参詣輸送のピークとなるお盆期間には輸送力が不足していたが、本系列の導入により改善された。
1999年（平成11年）に更新工事が実施されている。

## 構造

### 車体

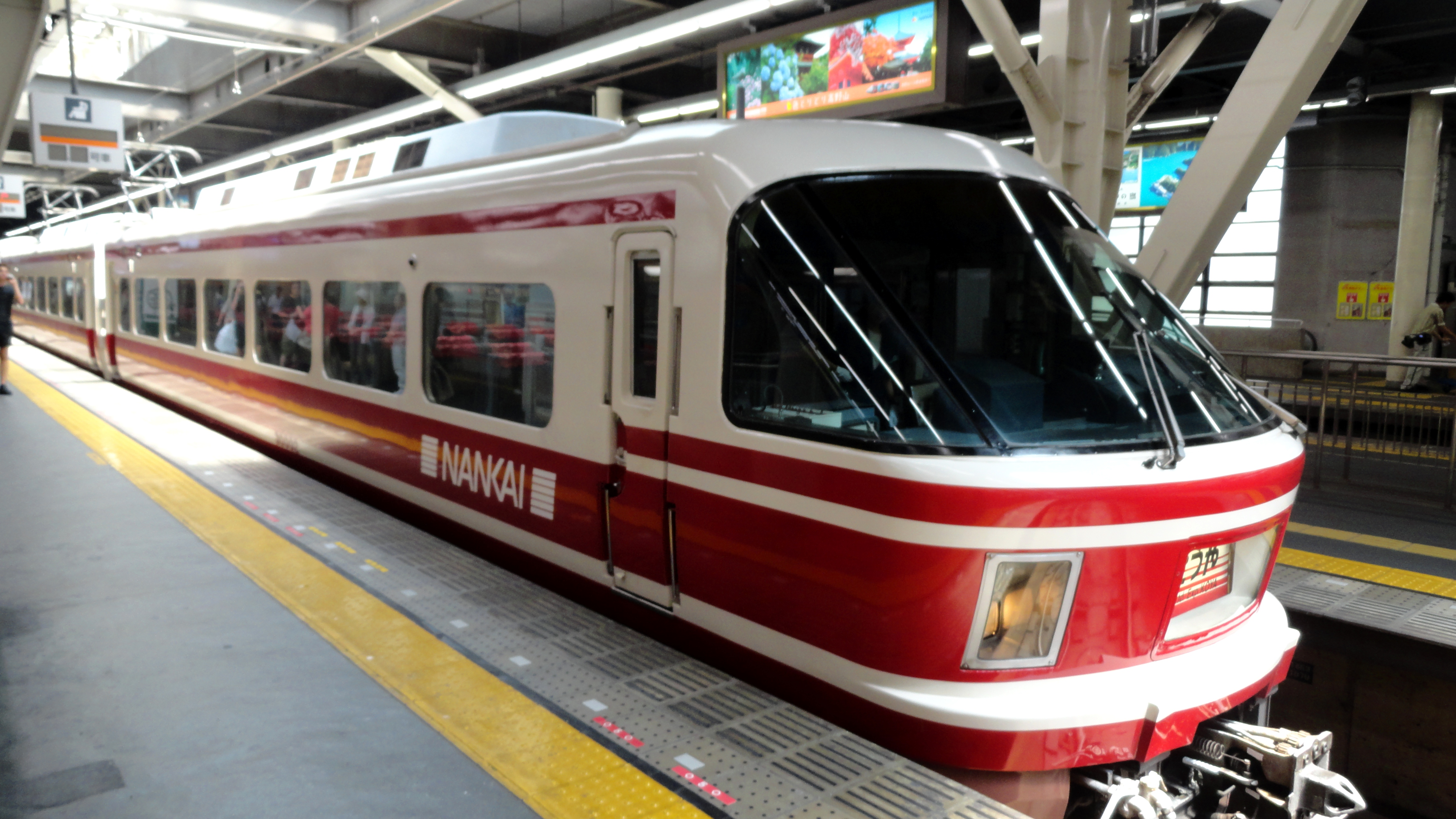
前頭部

普通鋼製車体で、山岳区間対応のため車体長は17 mである。
前面は「く」の字形に傾斜させた非貫通型で、前面窓には当時国内最大級の大形曲面ガラスと小形曲面ガラスを組み合わせたものを採用し、前面展望を良好にしている。側面には各車両に1か所ずつ折り戸を配置し、客室部分の窓には高さ790 mm×幅1,750 mmの大形複層ガラスを使用している。
塗装はアイボリーホワイト■地にワインレッド■帯のツートンカラーで、緑の山岳区間で映えるよう20000系のクリーム地を明るくアレンジしている。また、車号標記には新たにゴシック体を採用している。
更新工事では車体への大規模な改造工事は行われていないが、出入口付近に列車種別・行先表示器を新設、トイレ・洗面所設備にあった窓が撤去されている。また、前頭部側面には31000系と同様の「NANKAI」ロゴが追加されている。

### 車内設備

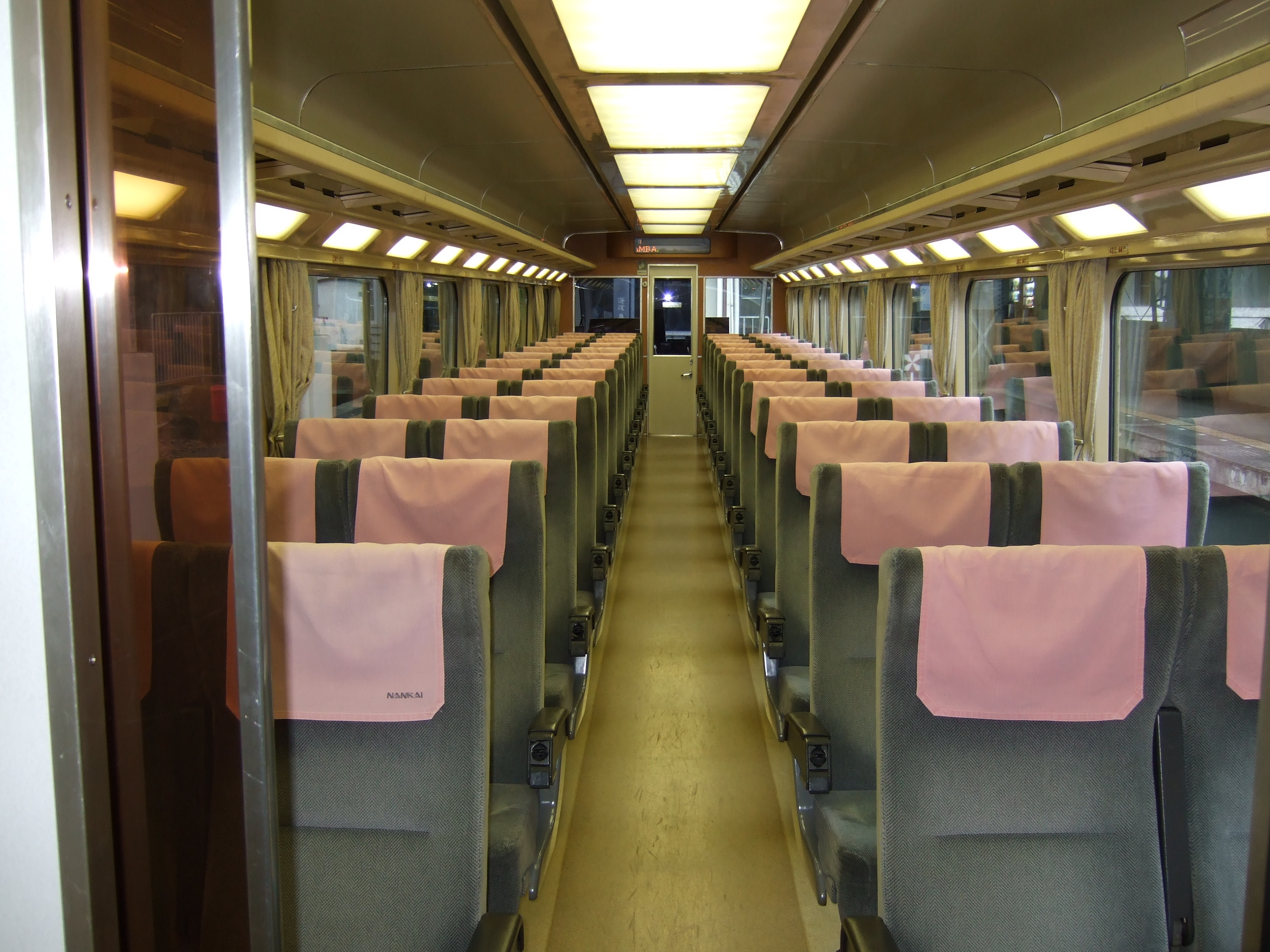
車内（更新工事後）

座席はフリーストップ式回転リクライニングシートで、脚台は床固定タイプ、背面テーブルと網袋が付く。シートピッチは1,000 mmで、先頭車両の形状の変更やトイレ・洗面所のスペース確保の影響で先代の20000系より50 mm詰められているが、1編成あたり定員は20000系と比較して4名分増加している。また中間車（M1車）にはサービスコーナーがあり、製造当初は自動販売機の対面で車内販売を行っていた。
更新工事により、31000系・11000系と同様の客室に改良されている。座席形状を変更し、自動回転機構が追加されたほか、仕切り壁上部には車内案内表示器が設置された。また、トイレは31000系に準拠して洋式化、洗面所もデザインが一新されたほか、車販区画が撤去されてフリースペースとなった。なお、更新工事後も車椅子は乗車自体が非対応とされているため、31000系と異なり車椅子スペースは整備されていない。
2014年（平成26年）以降には、天井照明と読書灯を昼白色LED照明に交換し、サービスレベルの向上が図られている。また、後述の「赤こうや」「紫こうや」に装飾された際には赤色のヘッドカバーが新調され、装飾が解除された後も引き続き使用されている。

### 主要機器

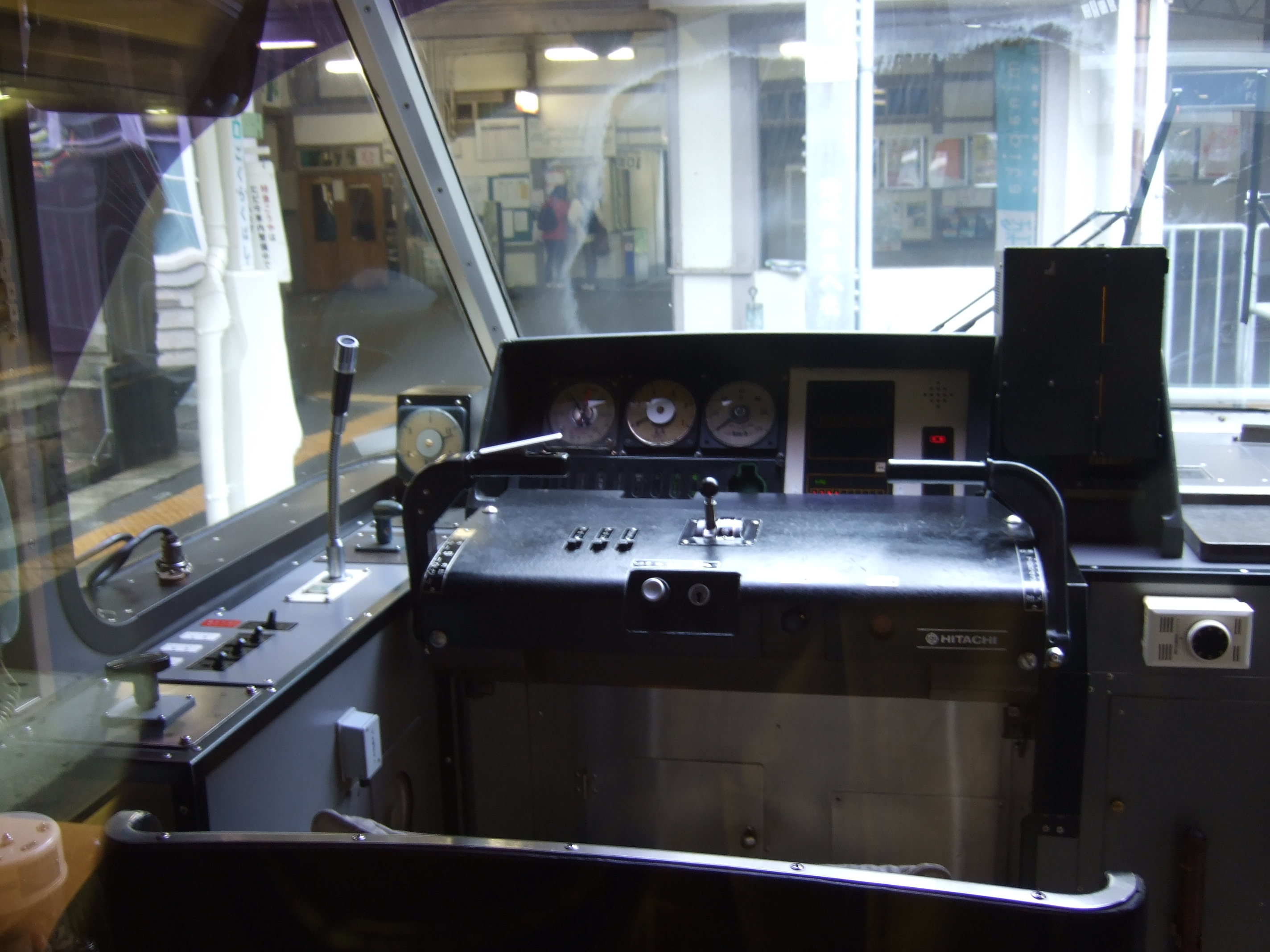
運転台

台車は、急曲線での追従性能に優れた緩衝ゴム式の住友金属工業（現日本製鉄）製 FS-518形 である。制御方式は1C8M方式の抵抗制御で、主電動機は通勤形車両と共通の三菱電機製 MB-3072-B7形（出力145kW）を採用した。これにより定格速度は65 km/hに大幅向上、従来では100 km/hが限界であった設計最高速度を115 km/hにまで引き上げている。また電動機出力に余裕を持たせることで、1ユニット開放時でも山岳区間での運転継続を可能とするなど保安度の充実も図っている。制御装置は日立製作所製 MMC-HTB-20T形 で、これを PT-4803-A-M形 下枠交差式パンタグラフ2基と合わせて、番号の末尾が1または3の車両に搭載する。
ブレーキ装置は、南海の車両で初めて全電気式電磁直通ブレーキを採用した。このため、運転台は主幹制御器とブレーキハンドルをともに前後に操作する横軸式のツーハンドルとなった。また従来のズームカーと同様、平坦区間では高速走行、高野下駅以南の急勾配区間では高牽引力を発揮するため、運転台左手に「山線切換スイッチ」を設置し、走行区間に合わせた性能切換に対応する。
冷房装置は三菱電機製 CU-191A形（10,500kcal/h）が各車両に3基ずつ搭載され、換気のためにロスナイを併用する。
製造当初は前面の連結器は車体下部のスカート内に収納される非常用の廻り子式密着連結器であったが、更新工事により電気連結器付き密着連結器に交換され、常時連結器が露出する外観となった。また、この際に31000系・11000系との併結対応として、制御装置とブレーキ装置の小改造が行われた。
2009年（平成21年）には急勾配区間での落ち葉等による空転を防止するため、M1車（30101・30103）の下り方台車に増粘着剤噴射装置を設置した。

## 形式・編成
全電動車方式で、先頭車がモハ30001形、中間車がモハ30100形となっている。
| ← 難波極楽橋 → | ← 難波極楽橋 →      | ← 難波極楽橋 →   | ← 難波極楽橋 →     | ← 難波極楽橋 →   | ← 難波極楽橋 → | ← 難波極楽橋 → |
| -------------- | ------------------- | ---------------- | ------------------ | ---------------- | -------------- | -------------- |
| 形式           | ◇ モハ30001 （Mc1） | モハ30100 （M1） | ◇ モハ30100 （M2） | モハ30001 （M2） | 竣工           | 備考           |
| 定員           | 51                  | 47               | 51                 | 51               | 竣工           | 備考           |
| 設備           |                     | トイレ 洗面所    | サービスコーナー   |                  | 竣工           | 備考           |
| 車両番号       | 30001               | 30100            | 30101              | 30002            | 1983/05/19     |                |
| 車両番号       | 30003               | 30102            | 30103              | 30004            | 1983/05/19     |                |

## 運用
1983年（昭和58年）6月26日ダイヤ改正より営業運転を開始、以来、高野線の難波駅 - 極楽橋駅間を運行する特急「こうや」と、難波駅 - 橋本駅間の特急「りんかん」に使用されている。なお、1992年（平成4年）11月まで「こうや」は旧称「こうや号」、「りんかん」は公式の愛称のない特急で、通称「H特急」と呼ばれていた。
更新工事が完了した2000年（平成12年）12月23日ダイヤ改正からは、ラッシュ時に11000系・31000系もしくは本系列同士で併結し8両編成でも運用されている。
2008年（平成20年）2月23日に和歌山で開催されたイベントのため、初めて団体列車として南海本線を走行した。側面幕は「臨時 団体専用」表示となっていたが、先頭車は「こうや」表示のまま運転された。
2015年（平成27年）3月には高野山開創1200年を記念して30001Fに「赤こうや」、30003Fに「紫こうや」のラッピングが施され、2016年（平成28年）2月まで運行された。
2022年（令和4年）5月27日午前0時20分頃、小原田検車区内で30001Fのうち極楽橋方の2両（30101・30002）が入換中に脱線した。このため車両の修繕期間中は「こうや」の運行本数を減らしていたが、2023年（令和5年）4月29日に30001Fが復帰、「こうや」も通常運転に戻された。

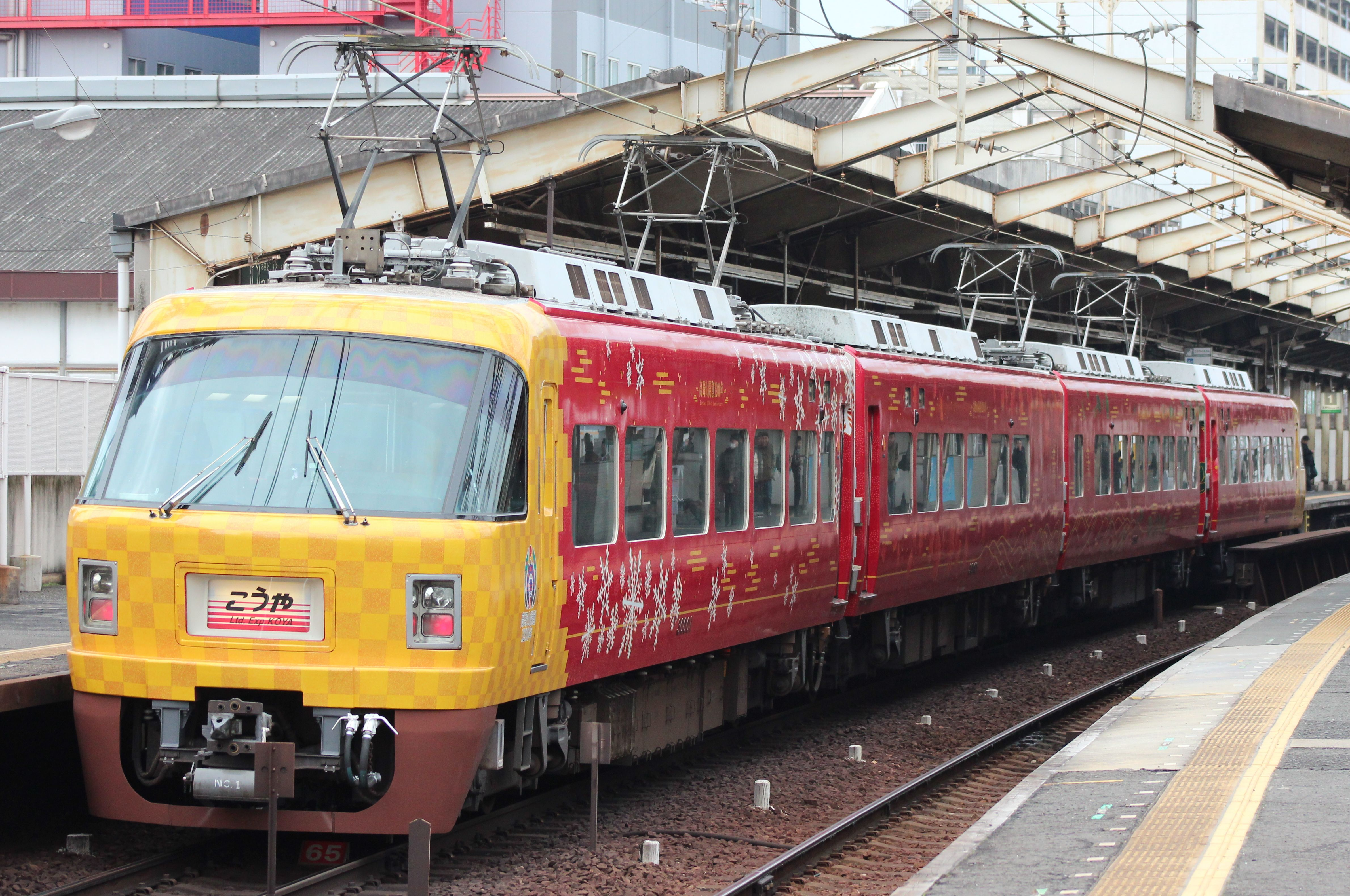
高野山開創1200年ラッピング車「赤こうや」（30001F）
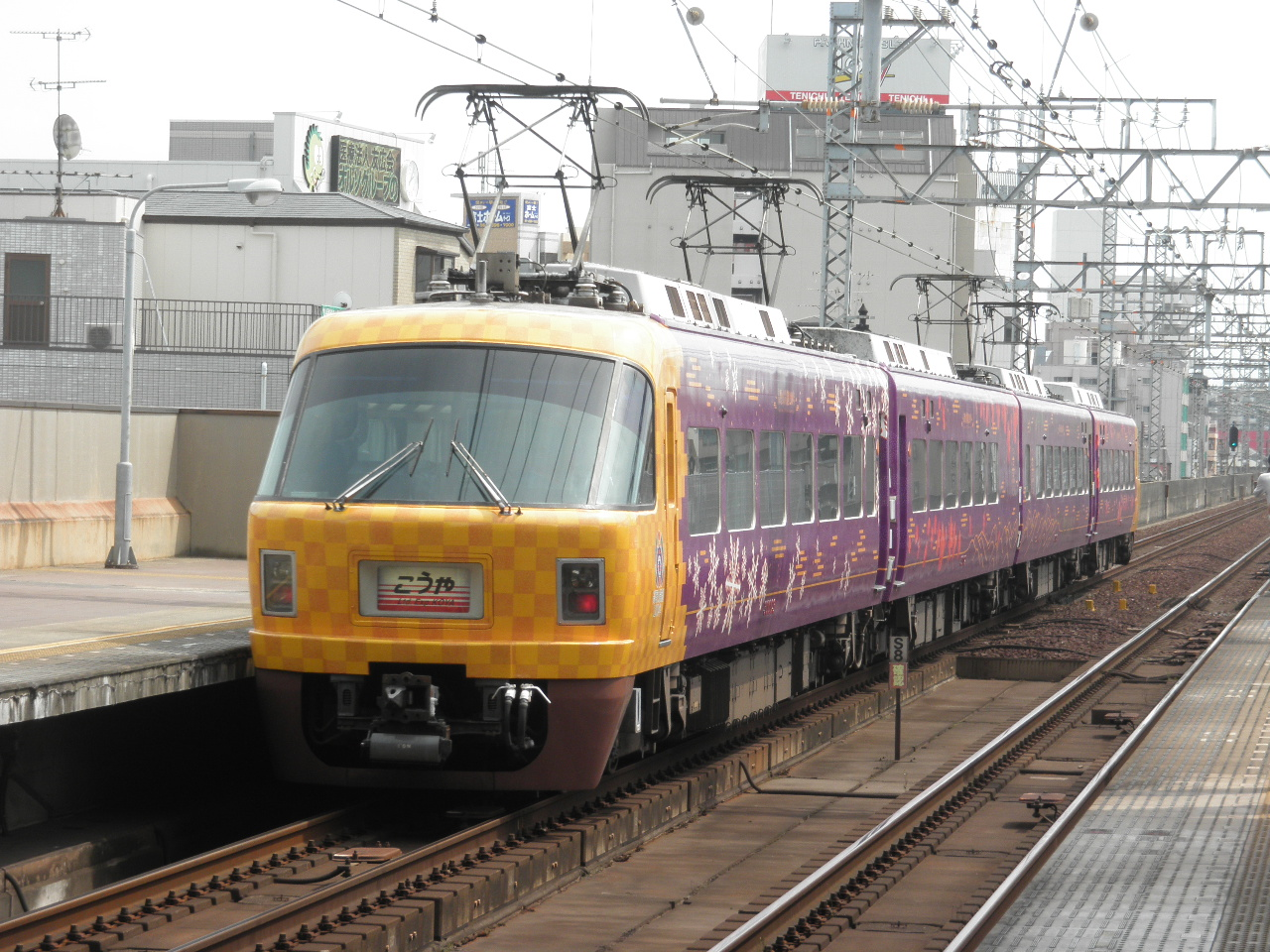
高野山開創1200年ラッピング車「紫こうや」（30003F）